# Vibenshus Skole
Vibenshus Skole er en kommuneskole på Indre Østerbro i Københavns Kommune. Den har adresse Kertemindegade 10. Skolens historicistiske hovedbygning er opført 1890-92 i italiensk inspireret rundbuestil efter tegninger af stadsarkitekt Ludvig Fenger.
Da skolen blev opført, førend Strandboulevarden blev hovedfærdselsåre og udvidet til sin nuværende bredde, rager skolens gavl på markant vis ud i gaderummet. Ligesom Frederikssundsvejens Skole placeret blandt Nordvestkvarterets funkisejendomme forekommer skolebygningen stilistisk gammeldags sammenholdt med den omgivende bebyggelse, der er opført 10-20 år senere.